# Robert J. Havighurst
Robert James Havighurst (* 5. Juni 1900 in De Pere, Wisconsin, Vereinigte Staaten; † 31. Januar 1991 in Richmond, Indiana) war ein US-amerikanischer Erziehungswissenschaftler und Soziologe.

## Leben
Nach einem Dienst in der United States Army (1918) studierte er an der Ohio Wesleyan University und schloss 1921 mit dem Bachelor (B.A.) ab. An der Ohio State University erlangte er 1922 den Master (M.A.) und 1924 den Ph.D. Anschließend war er Post-Doctoral Fellow an der Harvard University. Von 1928 bis 1932 war er Assistant Professor für Physik an der University of Wisconsin–Madison und danach bis 1934 Associate Professor an der Ohio State University.
1934 bis 1947 war er Direktor und Co-Direktor der Rockefeller Foundation. 1947 erhielt er einen Lehrstuhl im Department of Education and Human Development der University of Chicago. Mit Förderung durch das Fulbright-Programm arbeitete er 1953 bis 1954 an der University of New Zealand und 1961 an der Universidad de Buenos Aires. Bis zu seiner Emeritierung 1983 erfüllte er auch zusätzliche Aufgaben, so als Co-Direktor des Center for Governmental Research Brasilien (1956–1958), als Gastprofessor an der University of Missouri (1965–1969) und im Rahmen der White House Conference on Aging (1971).
Robert J. Havighurst hatte drei Brüder und eine Schwester. Walter Edwin Havighurst (1901–1994) war Schriftsteller, Kritiker und Hochschullehrer; Alfred Freeman Havighurst (1904–1991) war Historiker.
1930 heiratete er Esythe D. McNelly, mit der er zwei Söhne und drei Töchter hatte.

## Schaffen
Havighurst erforschte den Lebenszyklus der Menschen von der Geburt bis zum Alter, wobei er besonders psychologische und soziologische Aspekte bei der Entwicklung der Persönlichkeit untersuchte. Er gilt als einer der Pioniere der Definition menschlicher Entwicklungsstufen. 1948 beschrieb er in seinem Buch Developmental tasks and education das Konzept der Entwicklungsaufgaben, in dem er davon ausgeht, dass der Mensch im Leben altersentsprechende Probleme bewältigen muss, um ein soziales Dasein in der nächsthöheren Stufe bestreiten zu können. Er ging von sechs grundlegenden Altersgruppen aus, für die er jeweilige Bewältigungsstrategien postulierte:
- Säuglingsalter und frühe Kindheit (Geburt bis zum 6. Lebensjahr) – Erlernen erster grundlegender Fähigkeiten (wie Laufen, Sprechen) und erste Beziehungen, vor allem zu Familienangehörigen
- Mittlere Kindheit (Alter 6 bis 13 Jahre) – Erlernen weiterer körperlicher und lernbezogener Fähigkeiten (Spielen, Lesen, Schreiben, Rechnen), Entwicklung erster Werte und der Unabhängigkeit
- Adoleszenz (Alter 13 bis 18 Jahre) – Ablösung als zentrale Entwicklungsaufgabe, Entwicklung der geschlechtsspezifischen sozialen Rolle, Vorbereitung auf berufliche Anforderungen
- Frühes Erwachsenenalter (Alter 19 bis 30 Jahre) – Partnerwahl, Gründung einer Familie und eines Hausstandes, berufliche Entwicklung
- Mittleres Erwachsenenalter (Alter 30 bis 60 Jahre) – Aufrechterhaltung des Lebensstandards, Ausübung bürgerlicher und sozialer Verantwortlichkeiten, Anpassung an physiologische Veränderungen
- Spätes Erwachsenenalter (nach dem 60. Lebensjahr) – Anpassung an schlechtere Gesundheit, Erfüllung sozialer und ziviler Verpflichtungen, Anpassung an den Ruhestand, Vorbereitung auf den Tod

Er unterschied drei Quellen der Entwicklungsaufgaben:
- physische Reife (z. B. Laufen, Sprechen, Beziehungen zum anderen Geschlecht, Anpassung an die Veränderungen im mittleren Alter)
- individuelle Zielsetzungen oder Werte (z. B. Erlernen der Fähigkeiten für den beruflichen Erfolg)
- kultureller Druck, Erwartungen der Gesellschaft (z. B. Wahrnehmung der Rolle eines verantwortungsbewussten Bürgers)

Havighurst war Mitglied der American Association of University Professors, der American Educational Research Association, der wissenschaftlichen Vereinigung Sigma Xi und der akademischen Ehrengesellschaft Phi Beta Kappa. Seine Schriften sind im Special Collections Department der University of Chicago Library untergebracht. 1997 wurde er in die International Adult and Continuing Education Hall of Fame aufgenommen.

## Schriften
- mit William Lloyd Warner, Martin Bernard Loeb: Who shall be educated? The challenge of unequal opportunities. Harper, New York 1944, OCLC 968701932.
- Developmental tasks and education. Washington 1948. 3. Auflage: McKay, New York 1972, ISBN 978-0-679-30054-0 (Abstract).
- mit Hilda Taba: Adolescent character and personality. Wiley, New York 1949, OCLC 1031727563.
- mit Hugh Gerthon Morgan: The social history of a war-boom community. Greenwood, New York 1951, OCLC 4932.
- mit Ruth E. Albrecht: Older people. Greenwood, New York 1953. Neuauflage: Arno, New York 1980, ISBN 978-0-405-12785-4.
- Human development and education. Longmans, Green, New York 1953. Neuauflage: McKay, New York 1967, OCLC 634406106.
- mit Eugene A. Friedman: The meaning of work and retirement. University of Chicago Press, Chicago 1954. Neuauflage: Arno, New York 1977, ISBN 978-0-405-10166-3.
- mit Eugene Stivers, Robert Frank de Haan: A survey of the education of gifted children. University of Chicago Press, Chicago 1955, OCLC 757412276.
- mit Bernice L Neugarten: Society and education. Allyn and Bacon, Boston 1955. 2. Auflage 1964, OCLC 977585767.
- mit Robert F. Peck, Ruth Cooper, Jesse Lilienthal, Douglas More: The Psychology of Character Development. Wiley, Hoboken 1960, OCLC 7334374498.
- mit Paul Hoover Bowman, Gordon P. Liddle, Charles V. Matthews, James V. Pierce: Growing up in River City. Wiley, New York 1962, OCLC 869220090. doi:10.2307/2574973.
- mit Winton M. Ahlstrom: 400 Losers. Jossey-Bass, San Francisco 1971, OCLC 7134188.
- mit Daniel U. Levine: Farewell to schools. C. A. Jones, Worthington 1971, ISBN 978-0-8396-0015-2.
- mit Guy H. Manaster: Cross-national research. Social-psychological methods and problems. Houghton Mifflin, Boston 1972, ISBN 978-0-395-13472-6.
- mit Estelle Fuchs To live on this earth. American Indian education. Doubleday, Garden City 1972. Neuauflage: University of New Mexico Press, Albuquerque 1983, ISBN 978-0-8263-0683-8.
- mit Phillip H. Dreyer (Hrsg.): Youth. Transition to Adulthood. University of Chicago Press, Chicago 1975, ISBN 978-0-226-11341-8.
Autor:
Kapitel 5: Objectives for youth development.
Kapitel 7: Youth in social institutions.
Kapitel 8: Youth and the meaning of the world.
Kapitel 12: Youth and cultural plurism.